# Mashé
Mashé es una planta medicinal a la que se le atribuye su origen a Mesopotamia, entre los ríos Éufrates y Tigris, cuna de la civilización del hombre. El mashé crece en zonas con climas tropicales, en suelos pesados con abundante materia orgánica, buena aireación y permeabilidad. Contiene alcaloides, antraquinonas y saponinas que refuerzan su acción terapéutica.
Instituciones como la Universidad de Texas, la Universidad Nacional Agraria y la Universidad de Yucatán están investigando los efectos urológicos de esta planta, uno de los cuales es el de mejorar los síntomas prostáticos, detener el avance de la enfermedad e incluso proteger contra el cáncer de la próstata.
Los estudios etnobotánicos de esta planta en la medicina tradicional han atraído la atención de especialistas que han descubierto la presencia de esteroides en el Mashé como los auténticos responsables de sus propiedades antiinflamatorias.